# Хрватска сељачка странка-Нова хрватска иницијатива
Хрватска сељачка странка-Нова хрватска иницијатива (ХСС-НХИ) је хрватска политичка странка у Босни и Херцеговини. Позива се на традицију Радићева ХСС-а и наставак је Хрватске сељачке странке Босне и Херцеговине.
Хрватска сељачка странка Босне и Херцеговине је основана у Сарајеву 18. априла 1993. године. Предсједник јој је био др Марко Тадић. Странка је основана на иницијативу Иве Комшића и ХКД „Напретка“, с намјером да буде противтежа ХДЗ-у БиХ. У томе смислу била је дио Хрватске коалиције за промјене и Хрватског заједништва за изборе 2006.
Ујединила се 2007. с Новом хрватском иницијативом (НХИ) у нову заједничку странку - ХСС-НХИ.